# مطار فانوابالافو
مطار فانوابالافو (بالانجليزية : Vanuabalavu Airport )  أو مطار فانوا بالافو (بالانجليزية : Vanua Balavu Airport) (إياتا: VBV، إيكاو: NFVB) وهو مطار يخدم فانوا بالافو، وهي ثاني أكبر جزر لاو في فيجي . تشغل شركة مطارات فيجي المحدودة المطار.

## شركات الطيران والوجهات
| شركـات طيـران | الوجهات |
| ------------- | ------- |
| فيجي لينك     | سوفا    |

## روابط خارجية
- تاريخ الحوادث لـ (VBV / NFVB) على شبكة سلامة الطيران.